# USS Higgins (DDG-76)

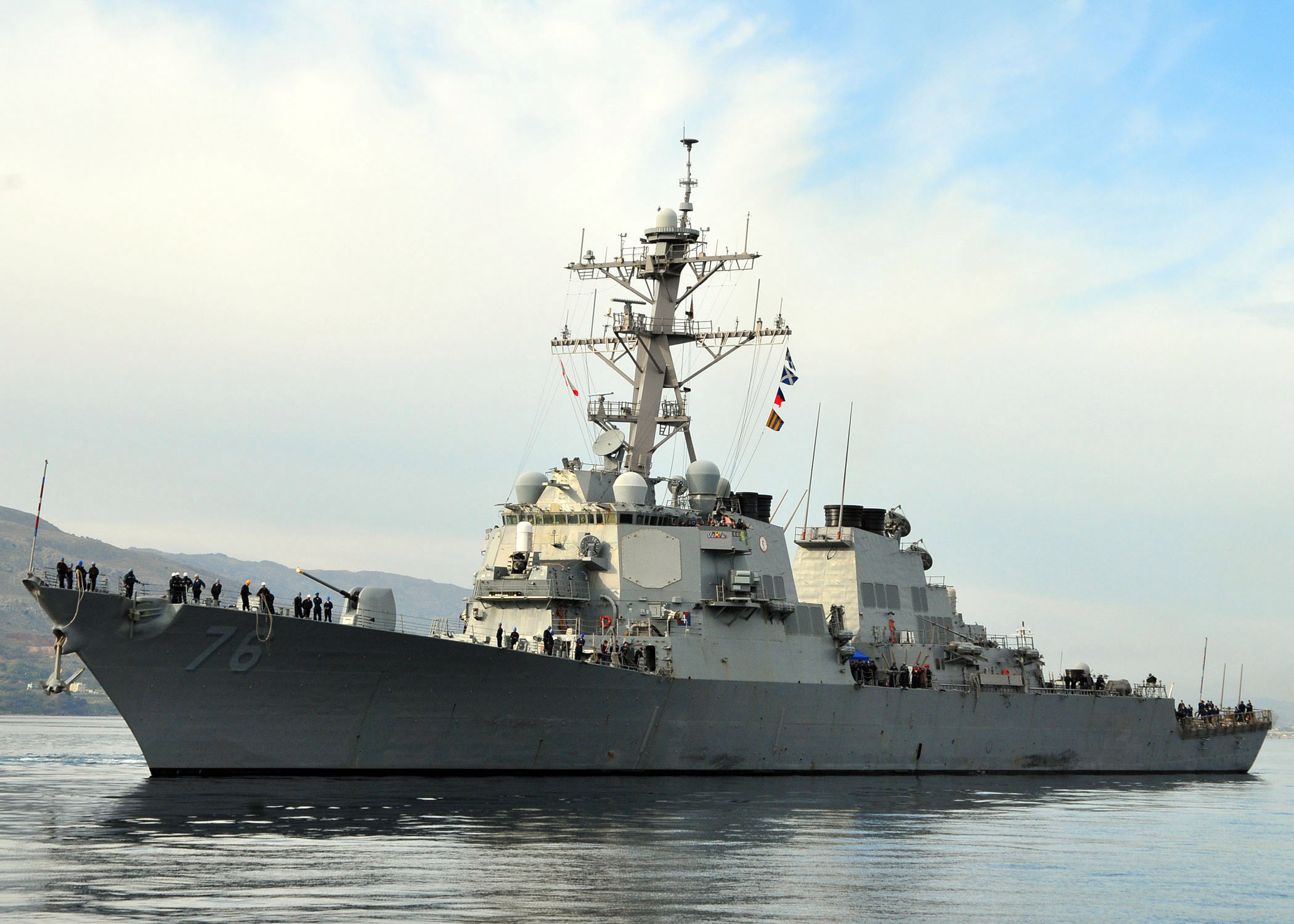
O Higgins em 2009.

O USS Higgins é um contratorpedeiro da classe Arleigh Burke pertencente a Marinha de Guerra dos Estados Unidos. Em 2010, o navio deu apoio a helicópteros da Guarda Costeira Americana em missão de ajuda ao Haiti depois do terremoto que abalou o país. Em abril de 2018, o USS Higgins disparou 23 mísseis Tomahawk, a partir de posições no Golfo Pérsico, como parte da campanha de bombardeios contra o governo sírio de Bashar al-Assad pelo suposto uso de armas químicas na cidade de Douma.